# 川島病院 (徳島県)
社会医療法人 川島会 川島病院（しゃかいいりょうほうじん かわしまかい かわしまびょういん）は、徳島県徳島市北佐古一番町にある病院。

## 概要
1976年（昭和51年）に川島周によって開設された。1986年（昭和61年）には県下で初めての腎臓移植手術を施行。
現在はサテライトクリニック（川島透析クリニック、鴨島川島クリニック、鳴門川島クリニック、脇町川島クリニック、阿南川島クリニック、藍住川島クリニック）がある。

## 歴史
- 1963年 - 医療法人川島会設立。
- 1976年 - 川島病院透析室開設（佐古三番町4-7）。
- 1982年 - 医療法人川島会川島クリニック設立。
- 1985年 - 川島病院を徳島県徳島市北佐古一番町1-39へ移転。
- 1986年 - 県下で初めての腎臓移植手術施行。
- 1996年 - ケアハウス「あすか」、デイケアセンター開設。
- 1997年 - 在宅介護支援センター開設。
- 1998年 - 川島循環器クリニック開設。
- 1999年 - 鳴門川島クリニック開院。
- 2002年 - 日本医療機能評価機構認定。
- 2005年 - 川島病院2号館完成
- 2010年 - 川島病院・川島循環器クリニック統廃合
- 2011年 - 脇町川島クリニック開院
- 2013年 - 医療法人川島会 - 社会医療法人化
- 2015年 - 川島透析クリニック開設
- 2016年 - 阿南川島クリニック開設
- 2018年 - 藍住川島クリニック開設
- 2021年 - 川島病院を現在地に移転

## 診療科
- 内科
- 腎臓内科（血液透析・腹膜透析・腎移植）
- 泌尿器科
- 循環器内科
- 循環器外科
- 糖尿病内科
- 消化器内科
- 呼吸器内科
- 放射線科
- リハビリテーション科
- 歯科
- 歯科口腔外科
- 麻酔科
- 血管外科
- 脳神経外科
- 皮膚科
- 血液内科
- 整形外科

## 医療機関指定
出典
| 保険医療機関           | 救急告示                                   |
| 生活保護法             | 原子爆弾被爆者指定                         |
| 労災保険指定           | 自立支援医療機関（更生医療・育成医療指定） |
| 感染症法38条指定       | 難病医療指定／小児慢性特定疾患指定         |
| DPC対象                | 介護保険法                                 |
| 特定健診／特定保健指導 | 身体障害者福祉法指定                       |

## 関連施設
- 川島透析クリニック（徳島県徳島市北佐古一番町1-8）
- 鴨島川島クリニック（徳島県吉野川市鴨島町飯尾字福井396-3）
- 鳴門川島クリニック（徳島県鳴門市大津町段関字西68-5）
- 脇町川島クリニック（美馬市脇町大字猪尻字建神社下南39-2）
- 阿南川島クリニック（徳島県阿南市羽ノ浦町岩脇神代地80番1）
- 藍住川島クリニック（徳島県板野郡藍住町徳命字前須西98番1）

## 交通
- JR佐古駅から徒歩約2分。